# Fredensborg
Fredensborg est une commune danoise de la région Hovedstaden. La population de la commune s'élève en 2007 à 39 303 habitants alors que sa superficie est de 112,08 km2.

## Histoire
La commune de Fredensborg est le résultat du rassemblement des 2 communes de :
- Fredensborg-Humlebæk ;
- Karlebo.

## Jumelages
La ville de Fredensborg est jumelée avec :
- Håbo (Suède) depuis 1976 ;
- Ingå (Finlande) depuis 1984 ;
- Nittedal (Norvège) depuis 1980 ;
- Paide (Estonie) depuis 1997 ;
- Sudbury (Royaume-Uni) depuis 2005 ;
- Bad Berleburg (Allemagne).

## La ville de Fredensborg
Le château de Fredensborg est la résidence de printemps et d'automne de la famille royale danoise.

## Liens externes

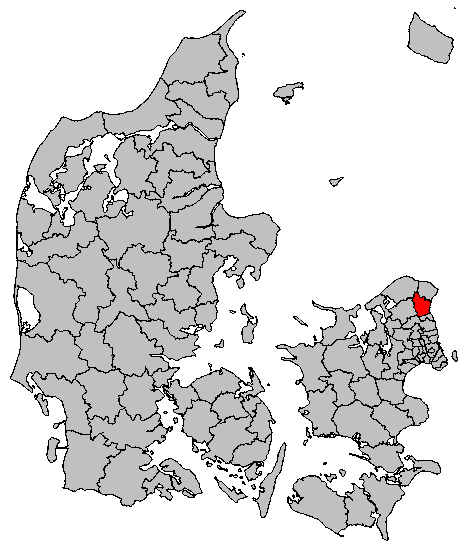
Localisation de Fredensborg.